# Torah Brightová
Torah Jane Brightová (* 27. prosince 1986 Cooma, Nový Jižní Wales) je australská snowboardistka, nejúspěšnější reprezentantka Austrálie na zimních olympiádách.
Ve Světovém poháru debutovala v roce 2003. Na Zimních olympijských hrách 2006 obsadila na U-rampě páté místo. V sezóně 2006/07 se stala vítězkou turné TTR Pro Snowboarding a na X Games vyhrála v letech 2007 a 2009 disciplínu superpipe. Na Zimních olympijských hrách 2010 získala zlatou medaili na U-rampě. V roce 2010 také získala ESPY Award pro nejlepší akční sportovkyni. V roce 2012 jí byl udělen Řád Austrálie.
Na Zimních olympijských hrách 2014 jako první v historii startovala ve třech snowboardových disciplínách: na U-rampě skončila druhá, ve slopestylu sedmá a ve snowboardcrossu vypadla ve čtvrtfinále. Ve své kariéře vyhrála tři závody světového poháru: 12. března 2004 v Bardonecchii, 5. listopadu 2009 v Saas-Fee a 12. ledna 2013 v Copper Mountain.
Je členkou Církve Ježíše Krista Svatých posledních dnů a pobývá v Salt Lake City.
Její sestra Rowena Brightová reprezentovala Austrálii na olympiádě v alpském lyžování.